# Cheikh Samb
Samb Chiekh Tidiane (nacido el 22 de octubre de 1984 en Dakar) es un exjugador de baloncesto senegalés.
Mide 2,16 metros, y jugaba en la posición de pívot. Es hermano del también baloncestista Mamadou Samb.

## Trayectoria deportiva

### Europa
Tras ser elegido en el Draft de la NBA de 2006 en el puesto 56 de la segunda ronda por Los Angeles Lakers, sus derechos fueron automáticamente traspasados a Detroit Pistons a cambio del base Maurice Evans. Estando demasiado verde para jugar en la NBA, siguió jugando en el CB Cornellá, de la LEB 2 española, equipo filial del FC Barcelona. En la temporada 2005-2006 acabó promediando 9,6 puntos, 7,7 rebotes y 3,1 tapones, con un 51,4% de tiros de campo y un sorprendente 38,5% de tiros de 3, algo no muy normal para un hombre de su estatura. Tras pasar por el campus de verano de los Pistons, en su segunda temporada en Cornellá promedió 10,5 puntos, 7,3 rebotes y 2,9 tapones, en una temporada plagada de lesiones.

### NBA
En 2007 ficha por fin por los Detroit Pistons un contrato de dos años de duración, después de una gran actuación en su liga de verano, jugando casi toda la temporada en el equipo de la NBA Development League de los Fort Wayne Mad Ants, con los que logró un triple-doble el 3 de febrero de 2008, consiguiendo 12 puntos, 12 rebotes y 11 tapones.
El 3 de noviembre de 2008 fue traspasado a Denver Nuggets junto con Chauncey Billups y Antonio McDyess a cambio de Allen Iverson.
Tras pasar por Los Angeles Clippers, fichó como agente libre por New York Knicks en marzo de 2009. 
Esa sería la tónica habitual de la carrera NBA de Samb. Sin continuidad en la NBA, en la que pasaría por Nuggets, Clippers y Knicks, y con constantes desembarcos en la NBDL. No había manera de progresar como jugador y su estancada carrera parecía no tener buenas perspectivas en los EE. UU.

### Europa
Por este motivo, en el verano de 2009 decidió cruzar el charco y regresar a sus orígenes, el basket español. En septiembre de 2009 firma un contrato a prueba con el Real Madrid por un mes, debido a las lesiones del equipo. Con el conjunto blanco disputaría la Supercopa ACB de 2009, participando en 9 minutos de las semifinales ante Caja Laboral, en los que sumaría 4 puntos y 3 rebotes. Una vez recuperado Darjus Lavrinovic, Samb le dejaría su lugar, sin debutar en la Liga ACB.

### Irán
En verano de 2010 volvió a probar en las Ligas de Verano de la NBA, haciendo buenos números con los Raptors, pero su retorno a la mejor liga del mundo no se produjo. Estuvo a punto de comenzar una nueva experiencia en la NBDL, pero finalmente firmó en diciembre del 2010 con el Mahram iraní, donde iba a compartir vestuario con viejos conocidos como Kaspars Kambala. Samb se proclamó campeón de la liga iraní imponiéndose finales por un ajustado 3-2 al Zob Ahan, siendo la labor del senegalés fundamental para la consecución del título. 

## Estadísticas de su carrera en la NBA

### Temporada regular
| Año     | Equipo        | PJ | PT | MPP | %TC  | %3P  | %TL   | RPP | APP | ROB | TPP | PPP |
| ------- | ------------- | -- | -- | --- | ---- | ---- | ----- | --- | --- | --- | --- | --- |
| 2007–08 | Detroit       | 4  | 0  | 7.8 | .750 | .000 | .500  | 1.8 | .0  | .3  | .5  | 1.8 |
| 2008-09 | Denver        | 6  | 0  | 4.0 | .154 | .000 | .000  | 1.5 | .2  | .3  | .8  | .7  |
| 2008-09 | L.A. Clippers | 10 | 0  | 5.1 | .250 | .000 | .600  | 1.3 | .0  | .1  | .5  | 1.1 |
| 2008–09 | New York      | 2  | 0  | 4.0 | .000 | .000 | 0.000 | 1.0 | 0.0 | 0.0 | 0.0 | 0.0 |
| Total   |               | 22 | 0  | 5.2 | .250 | .000 | .444  | 1.4 | .0  | .2  | .5  | 1.0 |